# 秋田清
秋田 清（あきた きよし、1881年（明治14年）8月29日 - 1944年（昭和19年）12月3日）は、日本の政治家。第30代衆議院議長、厚生大臣、拓務大臣を務めた。

## 来歴・人物
徳島県出身。旧制徳島中学（現・徳島県立城南高等学校）、日本法律学校（現・日本大学）、東京法学院（現・中央大学）卒業。高知地方裁判所の判事、二六新報の編集および社長職を経て政界入り。1932年、衆議院議長に就任。1937年、内閣参議に就任。1939年、阿部内閣で厚生大臣に就任。1940年、第2次近衛内閣で拓務大臣に就任。1944年12月3日死去。

## 栄典
- 1921年（大正10年）7月1日 - 第一回国勢調査記念章[3]
- 1930年（昭和5年）12月5日 - 帝都復興記念章[4]

## 備考
- 政界の裏表に精通し、「策士」と称された。

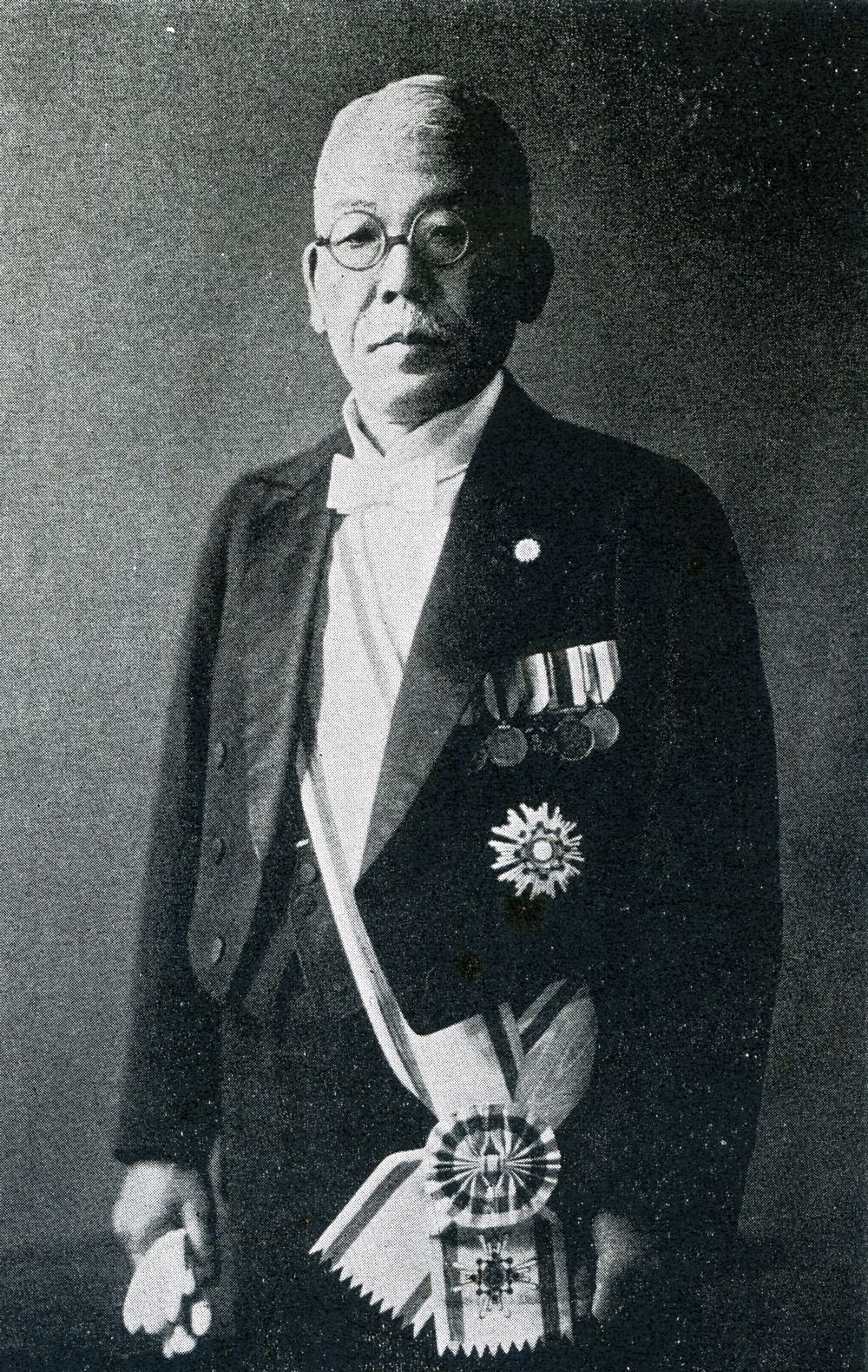
晩年の秋田清

- 政界入りしたときの所属政党は立憲国民党。その後革新倶楽部を経て立憲政友会に属したが、衆議院議長在任中に政友会を離党して無所属となり、その後は院内では小会派の第一議員倶楽部に属した。
- 日本法律学校在学中は弁論部で活躍した。

## 家族
- 長男：秋田大助（法務大臣、自治大臣、衆議院副議長）
- 次男：秋田兼三（第一ホテル会長、日本長期信用銀行副頭取）